# CoA-ligaza 6-karboksyheksanianu
CoA-ligaza 6-karboksyheksanianu (EC 6.2.1.14) – enzym należący do klasy ligaz. Katalizuje reakcję przyłączenia koenzymu A do anionu pimelinianowego (6-karboksyheksanianu). Bierze udział w biosyntezie biotyny.